# Lista odcinków serialu Colony
Poniżej znajduje się lista odcinków serialu telewizyjnego Colony – emitowanego przez amerykańską stację telewizyjną USA Network od 14 stycznia 2016 roku do 25 lipca 2018 roku. Powstały trzy serię, które łącznie składają się z 36 odcinków. W Polsce serial nie był emitowany.
| Sezon | Sezon | Odcinki | Oryginalna emisja | Oryginalna emisja | Oryginalna emisja | Oryginalna emisja | Oryginalna emisja |
| Sezon | Sezon | Odcinki | Premiera sezonu   | Finał sezonu      | Premiera sezonu   | Finał sezonu      |                   |
| ----- | ----- | ------- | ----------------- | ----------------- | ----------------- | ----------------- | ----------------- |
|       | 1     | 10      | 14 stycznia 2016  | 17 marca 2016     | nieemitowany      | nieemitowany      |                   |
|       | 2     | 13      | 12 stycznia 2017  | 6 kwietnia 2017   | nieemitowany      | nieemitowany      |                   |
|       | 3     | 13      | 2 maja 2018       | 25 lipca 2018     | nieemitowany      | nieemitowany      |                   |

## Sezon 1 (2016)
| Nr | #  | Tytuł            | Reżyseria            | Scenariusz                              | Premiera (USA Network) |
| -- | -- | ---------------- | -------------------- | --------------------------------------- | ---------------------- |
| 1  | 1  | Pilot            | Juan José Campanella | Carlton Cuse, Ryan J. Condal            | 14 stycznia 2016       |
| 2  | 2  | Brave New World  | Juan José Campanella | Wes Tooke                               | 21 stycznia 2016       |
| 3  | 3  | 98 Seconds       | Juan José Campanella | Daniel C. Connolly                      | 28 stycznia 2016       |
| 4  | 4  | Blind Spot       | Nelson McCormick     | Dre Alvarez, Anna Fishko                | 4 lutego 2016          |
| 5  | 5  | Geronimo         | Scott Peters         | Carlton Cuse                            | 11 lutego 2016         |
| 6  | 6  | Yoknapatawpha    | Nelson McCormick     | Ryan J. Condal                          | 18 lutego 2016         |
| 7  | 7  | Broussard        | Roxann Dawson        | Sal Calleros                            | 25 lutego 2016         |
| 8  | 8  | In from the Cold | Tim Southam          | Wes Tooke                               | 3 marca 2016           |
| 9  | 9  | Zero Day         | Roxann Dawson        | Ryan J. Condal                          | 10 marca 2016          |
| 10 | 10 | Gateway          | Nelson McCormick     | Carlton Cuse, Ryan J. Condal, Wes Tooke | 17 marca 2016          |

## Sezon 2 (2017)
| Nr | #  | Tytuł                | Reżyseria            | Scenariusz                   | Premiera (USA Network) |
| -- | -- | -------------------- | -------------------- | ---------------------------- | ---------------------- |
| 11 | 1  | Eleven.Thirteen      | Juan José Campanella | Ryan J. Condal               | 12 stycznia 2017       |
| 12 | 2  | Somewhere Out There  | Juan José Campanella | Wes Tooke                    | 19 stycznia 2017       |
| 13 | 3  | Sublimation          | Juan José Campanella | Tom Brady                    | 26 stycznia 2017       |
| 14 | 4  | Panopticon           | Juan José Campanella | Ryan J. Condal, Wes Tooke    | 2 lutego 2017          |
| 15 | 5  | Company Man          | Tim Southam          | Liz Phang                    | 9 lutego 2017          |
| 16 | 6  | Fallout              | Thomas Carter        | Lee Patterson                | 16 lutego 2017         |
| 17 | 7  | Free Radicals        | Tim Southam          | Noah Evslin                  | 23 lutego 2017         |
| 18 | 8  | Good Intentions      | Juan José Campanella | Liz Phang                    | 2 marca 2017           |
| 19 | 9  | Tamam Shud           | Jeremy Webb          | Wes Tooke                    | 9 marca 2017           |
| 20 | 10 | The Garden of Beasts | Olatunde Osunsanmi   | Julia Cooperman              | 16 marca 2017          |
| 21 | 11 | The Garden of Beasts | Charlotte Brandstrom | Lee Patterson, Thomas Brady  | 23 marca 2017          |
| 22 | 12 | Seppuku              | Peter Leto           | Wes Tooke                    | 30 marca 2017          |
| 23 | 13 | Ronin                | Juan José Campanella | Carlton Cuse, Ryan J. Condal | 6 kwietnia 2017        |

## Sezon 3 (2018)
| Nr | #  | Tytuł                       | Reżyseria            | Scenariusz                    | Premiera (USA Network) |
| -- | -- | --------------------------- | -------------------- | ----------------------------- | ---------------------- |
| 24 | 1  | Maquis                      | Tim Southam          | Ryan J. Condal, Wes Tooke     | 2 maja 2018            |
| 25 | 2  | Puzzle Man                  | Tim Southam          | Mike Ostrowski                | 9 maja 2018            |
| 26 | 3  | Sierra Maestra              | Peter Leto           | Cathryn Humphris              | 16 maja 2018           |
| 27 | 4  | Hospitium                   | Peter Leto           | Marcus Dalzine                | 23 maja 2018           |
| 28 | 5  | End of the Road             | Jeremy Webb          | Wes Tooke                     | 30 maja 2018           |
| 29 | 6  | The Emerald City            | Sarah Boyd           | Ryan J. Condal                | 6 czerwca 2018         |
| 30 | 7  | A Clean, Well-Lighted Place | Karen Gaviola        | Lee Patterson                 | 13 czerwca 2018        |
| 31 | 8  | Lazarus                     | Deran Sarafian       | Julia Cooperman               | 20 czerwca 2018        |
| 32 | 9  | The Big Empty               | Sarah Wayne Callies  | Sarah Wayne Callies           | 27 czerwca 2018        |
| 33 | 10 | Sea Spray                   | Lin Oeding           | Mike Ostrowski                | 4 lipca 2018           |
| 34 | 11 | Disposable Heroes           | Tim Southam          | Cathryn Humphris              | 11 lipca 2018          |
| 35 | 12 | Bonzo                       | Charlotte Brändström | Ryan J. Condal                | 18 lipca 2018          |
| 36 | 13 | What Goes Around            | Tim Southam          | Carlton Cuse & Ryan J. Condal | 25 lipca 2018          |